# Hyphalia
Hyphalia är ett släkte av fjärilar. Hyphalia ingår i familjen mätare.
Kladogram enligt Catalogue of Life:
| Hyphalia | \| \| Hyphalia festivaria \| \| \| \| \| \| Hyphalia phylira \| \| \| \| \| \| Hyphalia viridaria \| \| \| \| |
|          | \| \| Hyphalia festivaria \| \| \| \| \| \| Hyphalia phylira \| \| \| \| \| \| Hyphalia viridaria \| \| \| \| |
|          | Hyphalia festivaria                                                                                           |
|          | |
|          | Hyphalia phylira                                                                                              |
|          | |
|          | Hyphalia viridaria                                                                                            |
|          | |

## Bildgalleri

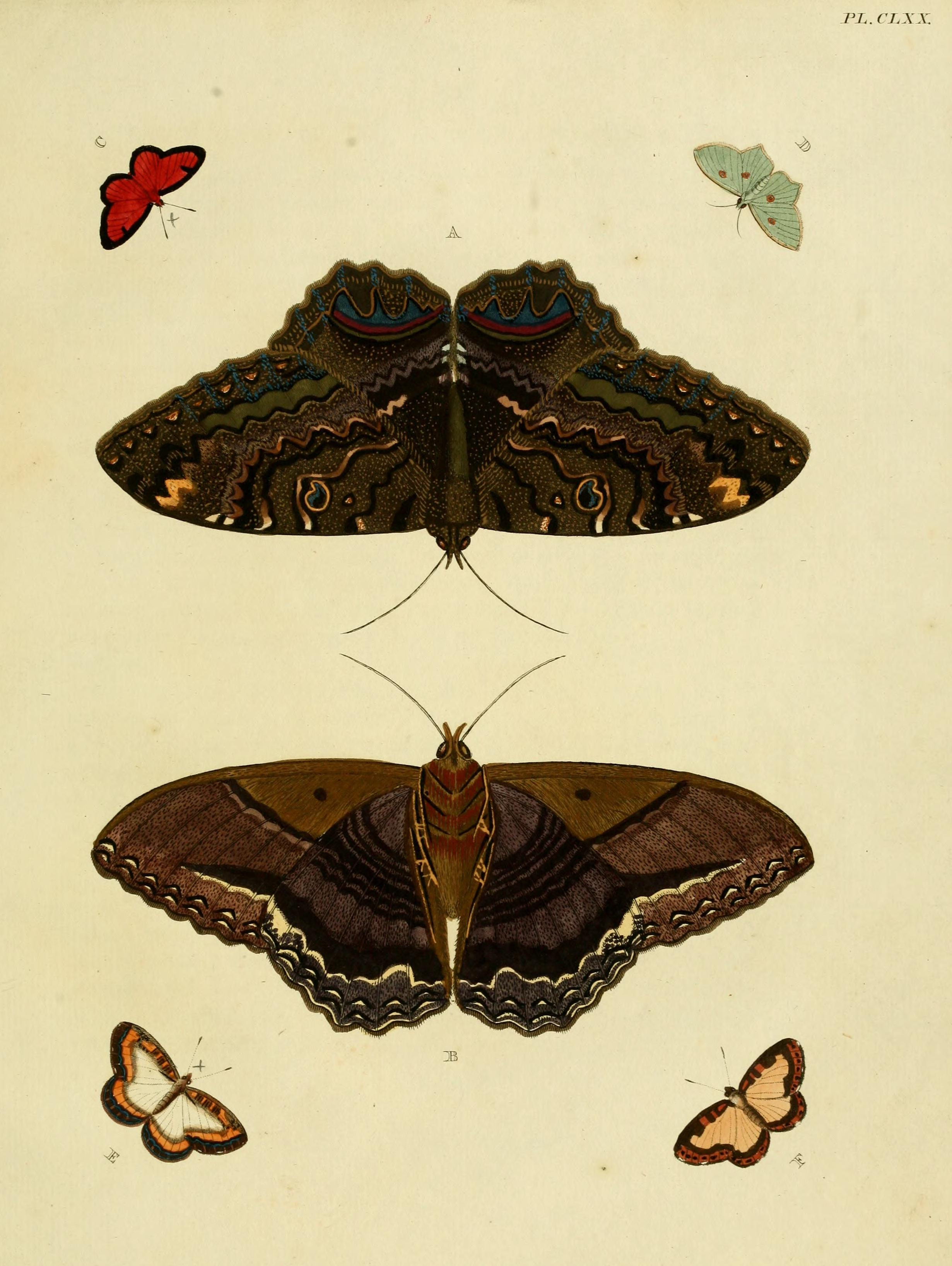
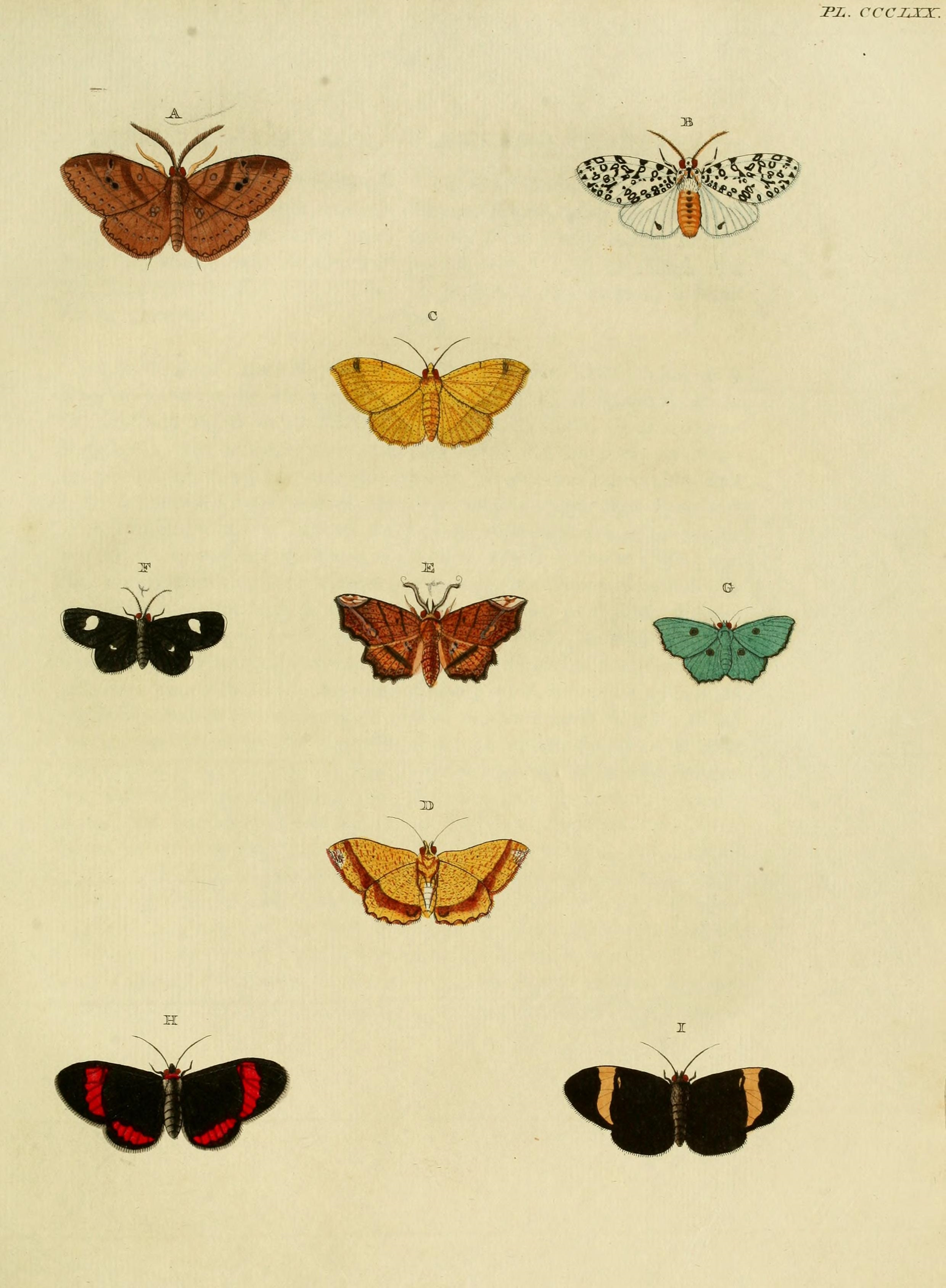